# Vae Victis (magazine)
Pour les articles homonymes, voir Vae Victis.
Vae Victis est un magazine francophone bimestriel traitant du jeu d'histoire (« wargame » en est l'appellation courante issue de l'anglais), cocréé en 1995 par Théophile Monnier et François Vauvillier. Il couvre aussi bien le jeu d'histoire sur carte, avec des pions, que le jeu d'histoire avec des figurines.
Le nom du magazine est tiré de la locution latine « Vae Victis » et fait référence aux jeux d'histoire publiés en encart de chacun de ses numéros.
Vae Victis appartenait au groupe de presse Histoire et Collections. Celui-ci l'a cédé en 2015, à partir du numéro 122, au rédacteur en chef Nicolas Stratigos, dans le cadre d'une nouvelle société d'édition (Cerigo Editions).
C'est l'une des principales revues françaises, dédiée aux jeux d'histoires et wargames,,

## Ligne rédactionnelle
Fondé en 1995 par Théophile Monnier, Vae Victis fait revivre à ses lecteurs les grands événements militaires qui ont fait l’Histoire, des guerres de l’Antiquité aux grands conflits du XXe siècle. Les jeux proposés ont pour thèmes de prédilection la Seconde Guerre mondiale, les guerres napoléoniennes et les batailles du monde antique. D'autres périodes sont également traitées, notamment via les batailles du Moyen Âge, la guerre en dentelles, la guerre de Sécession, la guerre de 1870, la Première Guerre mondiale ou des conflits plus récents (guerre d'Indochine et guerre du Viêt Nam).
En 1999, Nicolas Stratigos est devenu le nouveau rédacteur en chef de la revue qu'il dirige encore aujourd'hui.
Tous les deux mois, Vae Victis propose un jeu d'histoire complet en encart (avec une carte et des pions cartonnés à découper) sur une bataille, une campagne ou une guerre, en fonction de l'échelle retenue. Le magazine offre également des règles pour jouer avec des figurines, des articles d’histoire militaire (analyse sur la stratégie et la tactique à travers les siècles, présentation d’unités ou de campagnes militaires) et toute l’actualité du jeu d'histoire, avec des critiques et des ouvertures de boîtes.
Vae Victis, depuis la disparition de Casus Belli (première époque), est aujourd'hui le seul magazine français et francophone consacré au jeu d'histoire sous toutes ses formes.

## Historique du titre
Vae Victis est orthographié en un seul mot — VaeVictis — sur la couverture.

### Bimestriel
Chaque n° bimestriel contient un jeu d'histoire sur carte complet en encart.
Du no 1 au no 84 (1995 à 2009) :
VaeVictis, la revue du jeu d'histoire tactique et stratégique
Depuis le no 85 (2009) :
VaeVictis, le magazine du jeu d'histoire
Depuis le n°122 (2015) :
VaeVictis, le magazine des jeux d'histoire
Le no 98 (mai 2011) a marqué une nouvelle évolution, avec la parution simultanée en kiosque de deux versions différentes du même magazine :

— une version habituelle du bimestriel, avec jeu en encart ;

— une édition spéciale contenant en plus — en édition limitée et sous film plastique — un second jeu sur carte complet avec pions pré-découpés.
Cette évolution a été confirmée par une nouvelle formule du magazine, née avec le no 100 (septembre 2011). Désormais le bimestriel compte 16 pages supplémentaires (84 pages) et est publié simultanément dans deux versions différentes :

– une édition standard, sans jeu ;

– une édition spécial jeu, contenant en plus du magazine — en édition limitée et sous film plastique — un jeu de guerre sur carte disposant de 108 pions prédécoupés, d’une carte et d’un livret de règles indépendant.

### Hors-série et thématiques
Le premier hors-série VaeVictis est paru en juillet 2005 et neuf numéros supplémentaires se sont succédé jusqu’à la mi-2008. Les numéros 6 et 10 traitaient de jeu d'histoire sur carte et chaque numéro comportait en encart plusieurs jeux sur carte. Tous les autres numéros traitaient uniquement de jeu de figurines.
En 2008, les hors-série consacrés exclusivement au jeu de guerre avec figurines ont été remplacés par des thématiques trimestriels, toujours consacrés au jeu avec figurines. Quatre thématiques — numérotés de 1 à 4 — sont parus cette année-là.
Enfin, à partir de 2009, les thématiques et les hors-série ont été remplacés par de nouveaux hors-série semestriels. Le hors-série VaeVictis no 11 a été le premier numéro de cette nouvelle formule. Contrairement aux publications précédentes, ces hors-série semestriels traitent à la fois de jeu d'histoire sur carte et de jeu de figurines. Ils ne comportent pas de jeu sur carte en encart, mais leur sortie est couplée avec la parution d’un jeu sur carte  (voir VaeVictis Collection Jeux d'Histoire). En conséquence, une partie du contenu rédactionnel de chaque hors-série aborde des thèmes connexes au jeu sur carte publié simultanément.
Les hors-série ont été supprimés avec la nouvelle formule du bismestriel, mise en place avec le no 100.

### Collection Jeux d'Histoire
Depuis 2009 également, Vae Victis propose deux fois par an des jeux d'histoire indépendants du magazine, comprenant un livret de règles, des aides de jeu, une ou plusieurs cartes (60 × 40 cm) et une ou plusieurs planches de 216 pions prédécoupés.
Ces jeux s'inscrivent dans une série intitulée VaeVictis Collection Jeux d'Histoire.

## Collaborateurs associés à Vae Victis
À divers moments de son histoire :
- Grégory Anton (jeux d'histoire sur carte)
- Emmanuel Batisse (dessinateur)
- Jean-Claude Bésida (articles historiques et jeux d'histoire sur carte)
- Frédéric Bey  (articles historiques, jeux d'histoire sur carte et rubrique bibliothèque stratégique depuis 2011)
- Hervé Borg (jeux d'histoire sur carte)
- Didier Bourgeois (réalisation des cartes)
- Marc Brandsma (articles historiques et jeux d'histoire sur carte)
- Christophe Camillotte (réalisation des pions)
- Jean-Luc Chaulet  (jeux d'histoire avec figurines)
- Christophe Coquet  (Figuriniste)
- Florent Coupeau (jeux d'histoire sur carte)
- Pascal Da Silva (réalisation des cartes et des pions)
- François-Xavier Euzet (jeux d'histoire sur carte)
- Philippe Hardy  (articles historiques et jeux d'histoire sur carte)
- Laurent Henninger  (responsable de la rubrique bibliothèque stratégique jusqu'en 2011)
- Jean-Philippe Imbach (articles historiques, jeux d'histoire avec figurines et rubrique bibliothèque stratégique depuis 2011)
- Stéphane Langlois (Figuriniste)
- Pierre Laporte (jeux d'histoire avec figurines)
- Laurent Martin (jeux d'histoire sur carte)
- Alan Mercier (jeux d'histoire avec figurines)
- Philippe Naud (articles historiques, jeux d'histoire sur carte et rubrique bibliothèque stratégique depuis 2011)
- Luc Olivier (articles historiques et jeux d'histoire sur carte)
- Olivier Perronny (jeux d'histoire avec figurines)
- Patrick Receveur (jeux d'histoire avec figurines ou sur carte)
- Patrick Ruestchmann (articles historiques et jeux d'histoire sur carte)
- Giuseppe Rava (illustrateur)
- Dominique Sanches (jeux d'histoire sur carte)
- Eric Teng (articles historiques et jeux d'histoire sur carte)
- Pascal Toupy (jeux d'histoire avec figurines ou sur carte)